# Soziale Erwünschtheit
Soziale Erwünschtheit (englisch social desirability) ist eine Antworttendenz bzw. -verzerrung bei Befragungen in Sozialwissenschaft und Marktforschung sowie psychologischen Testverfahren. Soziale Erwünschtheit liegt vor, wenn Befragte bevorzugt Antworten geben, von denen sie glauben, sie träfen eher auf soziale Zustimmung als die wahre Antwort, bei der sie soziale Ablehnung befürchten.

## Konzept und Kontrolle der sozialen Erwünschtheit
Es gibt zwei Arten sozialer Erwünschtheit: kulturelle und situationale soziale Erwünschtheit. Erstere hat ihre Ursache in internalisierten allgemeinen Verhaltenserwartungen (z. B. aufgrund traditioneller Geschlechterrollen), letztere in konkreten Stimuli der Befragungssituation (z. B. wegen Geschlecht oder Hautfarbe des Interviewers oder der Öffentlichkeit der Interviewsituation).
Das Ausmaß der Verzerrung durch soziale Erwünschtheit hängt auch vom Thema der Befragung ab. Besonders betroffen sind heikle oder peinliche Fragen, zum Beispiel nach dem Alkoholkonsum oder der politischen Präferenz für Parteien am rechten und linken Rand des Parteienspektrums.
Ob und wieweit es sich um bewusste oder unbewusste Tendenzen handelt, ist Gegenstand der Forschung, vor allem im klinischen Bereich. Für eher bewusste bzw. qualitative Tendenzen ist der Begriff der Dissimulation gebräuchlich, für eher unbewusste und quantitative Verzerrungen derjenige der Bagatellisierung, manchmal wird dies aber auch gleichgesetzt. Simulation bzw. Aggravation sind die entsprechenden Antworttendenzen, die eine „Erfindung“ oder Übertreibung negativ bewerteter Sachverhalte (im klinischen Bereich z. B. Symptome) ausdrücken. Der Begriff Faking („Vortäuschung“) ist für beide Richtungen der Abweichung üblich, Faking-good entspräche der positiveren, Faking-bad der negativeren Darstellung.
Da der wahre Wert, also die Antworten ohne den Einfluss der sozialen Erwünschtheit, unbekannt ist, kann man den Effekt nur schwer erkennen. Es ist allerdings möglich Fragen zu identifizieren, die anfällig für soziale Erwünschtheit sind. Dazu fordert man einen Teil der Befragten (split ballot) auf, die Fragen so zu beantworten, dass sie sich in einem möglichst günstigen Licht darstellen (Faking Good Instruction). Einen anderen Teil der Befragten fordert man auf, die Fragen so zu beantworten, dass sie sich in einem möglichst ungünstigen Licht darstellen (Faking Bad Instruction). Je stärker sich die Antworten der beiden Gruppen unterscheiden, desto eher ist die Frage von sozialer Erwünschtheit betroffen.
Maßnahmen zur Verringerung des Einflusses sozialer Erwünschtheit sind geschickte Frageformulierungen oder der Einsatz von Fragebatterien, deren Einzelfragen unterschiedlich stark von dem Problem betroffen sind. Eine Methode, den Anteil der ehrlichen Antworten zu schätzen, ist die Randomized-Response-Technik.

## Soziale Erwünschtheitsskalen
In einigen psychologischen Tests wird die Antworttendenz mit speziellen „Erwünschtheitsskalen“ (manchmal auch Lügenskalen genannt) gemessen, indem mehrere sehr wahrscheinlich zutreffende negative Sachverhalte („Ich habe schon einmal die Unwahrheit gesagt.“) und sehr unwahrscheinliche positive Sachverhalte („Ich bin immer pünktlich.“) abgefragt werden. Gemessen wird der Grad der Verneinung ersterer und Bejahung zweiterer als Ausmaß der Übertreibung der Antworten nach der sozialen Erwünschtheit. Bekannte Skalen sind die Marlowe-Crowne-Scala oder die SD-Skala von Allen L. Edwards. Weisen diese Skalen Auffälligkeiten auf, ist eine Interpretation mit entsprechender Vorsicht vorzunehmen bzw. darauf zu verzichten. In einigen Tests werden die Werte der anderen Skalen entsprechend dem Ausmaß der Abweichung in den Erwünschtheitsskalen korrigiert (z. B. Korrekturskala im Minnesota Multiphasic Personality Inventory).